# Màxim de Saragossa
Màxim va ser bisbe visigot de Saragossa entre els anys 592 i 619, en la seu del qual va succeir a Simplici de Saragossa. Va conservar la seu episcopal saragossana durant els primers temps de conversió dels reis visigots al catolicisme, amb Recared, Liuva II, Viteric, Gundemar i Sisebut. Va assistir al II Concili de Saragossa del 592, al II Concili de Barcelona de 599 i al Concili d'Ègara del 614, i va subscriure el "decret de Gundemar" del 610.
Màxim va contribuir al renaixement cultural visigot dels segles VI i VII, que va ser continuat per erudits com Isidor de Sevilla, Sant Eugeni de Toledo o Brauli de Saragossa.
Va escriure diverses obres en vers i prosa, segons transmet Isidor a l'últim capítol de seu De viris illustribus, on recull fets del bisbe Màxim de Saragossa. La seva obra més destacada seria una crònica dels gots a la península Ibèrica, la Chronica Caesaraugustana o Crònica de Saragossa, perduda; les úniques restes que ens han arribat d'aquesta es troben com a anotació en la crònica de Víctor Tunnense, recollits per Roger Collins.
A començaments del segle xvi el jesuïta Jerónimo Román de la Higuera va compondre una falsificació d'aquesta crònica, que va presentar com la continuació de la que anteriorment va atribuir a Luci Flavi Dextre; unint en un sol personatge al bisbe Màxim i a un monjo benedictí italià anomenat Marc, la va treure sota el nom de Marc Màxim. Va ser publicada el 1651 junt amb unes addicions, també falsificades per Higuera, atribuïdes als bisbes Brauli de Saragossa, Heleca o Eleca, Taió i Valderedó.